# Connecticut Wing Civil Air Patrol
A Connecticut Wing Civil Air Patrol (CTWG) é uma das 52 "alas" (50 estados, Porto Rico e Washington, D.C.) da "Civil Air Patrol" (a força auxiliar oficial da Força Aérea dos Estados Unidos) no Estado de Connecticut. A sede da Connecticut Wing está localizada no "Beers Hall" no Connecticut Valley Hospital em Middletown, Connecticut. A Connecticut Wing consiste em mais de 700 cadetes e membros adultos distribuídos em 12 locais espalhados por todo o Estado.
A ala de Connecticut é membro da Região Nordeste da CAP juntamente com as alas dos seguintes Estados: Maine, Massachusetts, New Hampshire, New Jersey, New York, Pennsylvania, Rhode Island e Vermont.

## História
Durante a Segunda Guerra Mundial, a Connecticut Wing esteve fortemente envolvida na patrulha costeira e em missões anti-submarino ao longo de sua seção da costa atlântica. Devido a isso, recebeu duas medalhas aéreas do governo dos Estados Unidos. A Connecticut Wing também realizou operações de busca e salvamento para resgatar pilotos americanos que perderam suas aeronaves localmente. Um dos grandes hidroaviões Sikorsky S-39 usados nessas operações está agora em exibição no "New England Air Museum" no Aeroporto Internacional Bradley em Windsor Locks, Connecticut.
Entre as outras missões que a Connecticut Wing executa atualmente o programa Long Island Sound Patrol (LISP). O LISP voa missões de patrulha em Long Island Sound durante os meses de verão em coordenação com a Guarda Costeira dos Estados Unidos para fornecer assistência mais imediata aos navios em perigo. A Connecticut Wing foi creditada com numerosos resgatados e salvos no ano seguinte ao seu início no verão de 2007, e os planos estão em vigor para continuar o programa.

## Missão
A Civil Air Patrol tem três missões: fornecer serviços de emergência; oferecer programas de cadetes para jovens; e fornecer educação aeroespacial para membros da CAP e para o público em geral.

## Serviços de emergência
A CAP fornece ativamente serviços de emergência, incluindo operações de busca e salvamento e gestão de emergência, bem como auxilia na prestação de ajuda humanitária.
A CAP também fornece apoio à Força Aérea por meio da realização de transporte leve, suporte de comunicações e levantamentos de rotas de baixa altitude. A Civil Air Patrol também pode oferecer apoio a missões de combate às drogas.

## Programas de cadetes
A CAP oferece programas de cadetes para jovens de 12 a 21 anos, que incluem educação aeroespacial, treinamento de liderança, preparo físico e liderança moral para cadetes.

## Educação Aeroespacial
A CAP oferece educação aeroespacial para membros do CAP e para o público em geral. Cumprir o componente de educação da missão geral da CAP inclui treinar seus membros, oferecer workshops para jovens em todo o país por meio de escolas e fornecer educação por meio de eventos públicos de aviação.

## Organização
Todos os 12 esquadrões de Connecticut se reportam diretamente ao "Western Connecticut Group" ou ao "Eastern Connecticut Group". Os grupos se reportam à sede da ala. Existem também três esquadrões não padronizados (000, 001 e 999) sob o Quartel-General da Ala, e há ligações com unidades em outros ramos das forças armadas, incluindo o "AFROTC" na Universidade de Connecticut, que tem parceria com a (CAP).
| Designação | Nome do Esquadrão                            | Localização      |
| ---------- | -------------------------------------------- | ---------------- |
| CT-000     | Inativo                                      | Não especificada |
| CT-001     | Wing Headquarters Staff Squadron             | Middletown       |
| CT-004     | 103rd Composite Squadron                     | East Granby      |
| CT-011     | 143rd Composite Squadron                     | Waterbury        |
| CT-014     | Silver City Cadet Squadron                   | Meriden          |
| CT-022     | Stratford Eagles Composite Squadron          | Stratford        |
| CT-042     | 399th Composite Squadron                     | Danbury          |
| CT-058     | 186th Composite Squadron                     | Plainville       |
| CT-062     | Northwest Hills Composite Squadron           | Torrington       |
| CT-071     | Royal Charter Composite Squadron             | Hartford         |
| CT-073     | Minuteman Composite Squadron                 | East Haven       |
| CT-074     | Danielson Cadet Squadron                     | Danielson        |
| CT-075     | Thames River Composite Squadron              | Groton           |
| CT-801     | New Fairfield Cadet Squadron                 | New Fairfield    |
| CT-999     | Legislative Senior Squadron                  | Não especificada |
| nenhuma    | USAF Reserve Officer Training Corps Det. 115 | Storrs           |

## Ex-comandantes de ala
O coronel Peter Jensen iniciou um projeto de restauração histórica em 2007 em um esforço para descobrir o máximo possível sobre a história da Connecticut Wing. Foram encontradas fotografias de todos os comandantes da ala anteriores e foram restauradas por membros da equipe da ala. Comandantes notáveis da ala de Connecticut incluem a Col Tier (nascida Hopkins), que era sobrinha de Lady Astor e a primeira comandante de ala da CAP. O Coronel Frost foi programado para ser o próximo comandante da Região Nordeste depois que ele renunciou ao comando da Ala, mas ele morreu antes de assumir o comando. O Coronel Howard Palmer, durante seu mandato como comandante de ala, estabeleceu atividades para os cadetes, e o baile conhecido como "Col Howard E. Palmer Memorial Cadet Ball" é realizado anualmente em sua homenagem pelo Conselho Consultivo de Cadetes da Connecticut Wing.
| Nome do Comandante       | Período de serviço   | Situação atual                   |
| ------------------------ | -------------------- | -------------------------------- |
| Lt Col Thomas H Lockhart | 1941–1944            | Falecido em 1992                 |
| Lt Col William T Gilbert | 1944–1946            | Falecido em 1965                 |
| Col Charles B Shutter    | 1946–1947, 1949–1953 | Falecido em 1953                 |
| Col Nancy Tier           | 1947–1949            | Falecido em 1997                 |
| Col Robert A Frost       | 1953–1957            | Falecido em 1957                 |
| Col Raymond E Drouin     | 1957                 | Falecido em 1957                 |
| Col James F Kavanagh     | 1958–1963            | Falecido em 1977                 |
| Col Clinton G Litchfield | 1963–1971            | Falecido em 1978                 |
| Col Joseph B Witkin      | 1971–1977            | Falecido em 2002                 |
| Col Kenneth D Faust      | 1977–1982            | Falecido em 2007                 |
| Col Howard E Palmer      | 1982–1993            | Falecido em 1995                 |
| Col Lloyd E Sturges      | 1993–1997            | Diretor de operações da ala      |
| Col Frederick Herbert    | 1997–1999            | Falecido em 2015                 |
| Col Karen K Hansen       | 1999–2003            | Falecido em 2013                 |
| Col James E Palmer       | 2003–2006            | Falecido em 2019                 |
| Col Peter K Jensen       | 2006–2009            | Aposentado da CAP                |
| Col Cassandra Huchko     | 2009-1013            | Conselheiro do Comandante da ala |
| Col Ken Chapman          | 2013–2017            | Ativo em Esquadrão local         |
| Col James Ridley Sr.     | 2017-2021            | Chefe de Gabinete regional       |
| Col Matthew Valleau      | 2021-                | Atual Comandante da ala          |

## Ícones e símbolos
O ícone mais proeminente que representa a ala é o patch da Connecticut Wing, com um fundo azul marinho e com a imagem de sua mascote, "Connie", um cão de busca e salvamento. O patch da ala era de uso obrigatório na manga esquerda do uniforme de batalha até 2006, quando o Quartel General o tornou opcional. Cada esquadrão também possui um patch distinto. Uma edição de 2007 da revista "Civil Air Patrol Volunteer" apresentou uma imagem de todos os patches dos esquadrões da Connecticut Wing ao redor do patch da ala.
A Connecticut Wing também é simbolizada pelo nome "Charter Oak", que precede todos os indicativos de rádio CTWG. Como Connecticut fica na região Nordeste, ele também usa indicativos que começam com "CAP Stone", o prefixo da região Nordeste.

## Atividades de cadete
A maior atividade de cadetes realizada pela ala é o acampamento anual de verão, o "Summer Encampment". O "Encampment" de 2008, que foi realizado na Norwich University em Vermont, foi o primeiro acampamento que não foi realizado em Niantic, Connecticut, em uma década, conforme relatado no "CAP Encampment Reports". O acampamento foi realizado em conjunto com as alas de New Hampshire e Vermont. Há também um outro acampamento, uma Academia de oficiais não comissionados, uma escola de liderança e uma academia de guardas de honra, todas realizadas na Base da Força Aérea de Otis. O contato da Ala de Connecticut para esses acampamentos com várias Alas é o Tenente-Coronel Valleau.
O Tenente-Coronel Valleau também dirige o processo de candidatura de acordo com os regulamentos nacionais para as Atividades Especiais de Cadetes Nacionais em CAP.

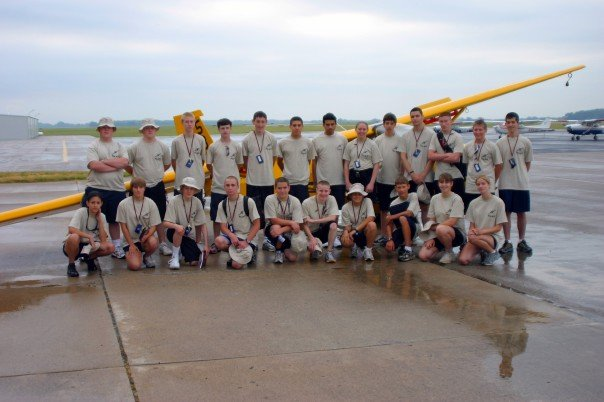
Os cadetes da CAP visitam outras alas a cada ano em todo o país para participar de atividades especiais de cadetes a nível nacional,
como a "National Flight Academy - Glider Track".

A Connecticut Wing foi destaque na edição de março de 2007 da revista "Civil Air Patrol Volunteer" para um evento realizado no Aeroporto Hartford-Brainard em Hartford, Connecticut, em conjunto com a Polícia Estadual de Connecticut, que forneceu aos voluntários treinamento de busca e salvamento com cães. Os cadetes da Connecticut Wing estiveram envolvidos em uma competição entre esquadrões na área de modelos de foguetes. A competição final foi realizada em junho de 2008 em conjunto com o CATO Rocketry Club, uma filial local da "National Association of Rocketry".
O Conselho Consultivo de Cadetes da Connecticut Wing também hospeda o Baile Anual de Cadetes Col Howard E Palmer em reconhecimento ao comandante de ala mais antigo. O evento é realizado durante a temporada de outono de cada ano e tem como objetivo uma reunião social informal para promover a cooperação entre os esquadrões. Quase metade dos cadetes do Wing compareceu ao Baile de Cadetes de 2007, com cerca de 139 participantes.
Além disso, a Connecticut Wing realiza uma conferência anual em outubro. Este período é usado para permitir que o comandante da ala se dirija a toda a ala, para que os oradores convidados façam discursos e para que os prêmios anuais sejam entregues a seus destinatários. Várias competições para cadetes ocorrem em cada conferência, incluindo uma competição de exercícios e cerimônias militares e uma competição de falar em público. A coronel Mary Feik, que deu nome a um dos prêmios cadetes do CAP em homenagem a seu trabalho em direitos das mulheres na aviação, foi a palestrante principal na conferência de 2007. Também é comum a presença de representantes do governo, incluindo membros da legislatura estadual.

## Reconhecimento e realizações
O projeto CAP National History e o National Museum são os que mais reconhecem a "CTWG" por seu envolvimento em missões de patrulha costeira durante a Segunda Guerra Mundial, logo após a criação da CAP. Como a CAP foi criada em um tempo de crise, quando o Brigadeiro General Billy Mitchell estava alertando o país sobre um ataque iminente e menos de uma semana antes do ataque a Pearl Harbor, no Havaí, a patrulha costeira e a busca de submarinos se tornaram as missões principais do CAP.
No New England Air Museum, localizado no Aeroporto Internacional de Bradley em Windsor Locks, Connecticut, pode ser encontrado o grande hodroavião Sikorsky S-39 que foi usado durante a Segunda Guerra Mundial para resgatar pilotos de subcontratantes que haviam morrido. Uma pintura a óleo da aeronave de um artista local, agora é exibida com destaque ao lado dela na exposição. Fotos da exposição, a cerimônia de inauguração e a pintura a óleo podem ser encontradas no prédio da Sede da Ala.
As duas primeiras Medalhas Aéreas entregues pelo presidente dos Estados Unidos à Patrulha Aérea Civil foram para Hugh Sharp e Eddie Edwards, que realizaram o resgate no S-39. Este programa bem-sucedido, que avistou 173 U-boats alemães, lançou 57 cargas de profundidade, atingiu 10 dos U-boats e afundou dois deles, e só foi interrompido após o final da Segunda Guerra Mundial. Muitos dos aviões usados especificamente para este programa agora fazem parte de exposições, substituídos por novos aviões mais adequados para ensinar jovens estudantes a voar e realizar operações de busca e salvamento, as atuais missões da CAP. Atualmente, a "CTWG" tem dois Cessna 172, dois Cessna 182 e um Cessna 182T com cabine Garmin G1000 Glass. A Connecticut Wing tem o maior número de horas voadas por aeronave de qualquer estado da Região Nordeste, e está bem classificada em um ranking nacional.
O número de membros da "CTWG" cresceu de 500 para 600 membros ativos no total durante o ano fiscal de 2007, fazendo o maior aumento percentual de qualquer ala da CAP naquele ano, conforme foi anunciado na Wing Conference de abril de 2007 em Cromwell, Connecticut.